# Locum tenens
Locum tenens (łac. dosł. trzymający miejsce) – w niektórych Kościołach chrześcijańskich (w szczególności w Kościołach prawosławnych) tymczasowy administrator Kościoła.
Powoływany jest w razie śmierci dotychczasowego zwierzchnika, jego przejścia w stan spoczynku, postawienia w stan oskarżenia przed sądem kościelnym lub w sytuacji, gdy nie może on wypełniać swoich obowiązków z innych przyczyn. Jego uprawnienia są dość ograniczone i z reguły sprowadzają się do zarządzania bieżącymi sprawami Kościoła oraz przygotowania wyboru następcy. 
W Polskim Autokefalicznym Kościele Prawosławnym określany był mianem zastępcy metropolity, w Rosyjskim Kościele Prawosławnym – strażnika tronu patriarszego (ros. патриарший местоблюститель, wcześniej блюститель патриаршего престола).